# Tenebroides sinuatus
Tenebroides sinuatus is een keversoort uit de familie schorsknaagkevers (Trogossitidae). De wetenschappelijke naam van de soort werd in 1861 gepubliceerd door John Lawrence LeConte.